# Struk
Ovo je glavno značenje pojma Struk, za botanički pojam pogledajte Struk (botanika)
Struk, pojas ili pas predstavlja najuži dio čovjekova trupa (torza) između grudi i bedara.
Širina struka odraz je zdravstvenog stanja čovjeka. Tako je preširoki struk posljedica prejteranog unosa alkohola ili hrane, nekretanja i nezdravog načina života koji dovodi do kardiovaskularnih poteškoća i rizika za obolijevanje od šećerne i drugih kardiovaskularnih bolesti (npr. srčanog udara), pojačane napetosti, smanjenja ili potpunog izostanka plodnosti te smanjenja kognitivnih sposobnosti (razmišljanje, zaključivanje...).
S druge strane, česte su operacije u kojima se smanjenje širine struka postiže uklanjanjem određenog broja rebrenih kostiju, što često ostavlja nepovratne posljedice po ljudsko zdravlje i dovodi do otežanog rada organizma.
Oko struka se nosi opasač (pojas), koji najčešće pridržava hlače, ali i kao modni detalj (npr. na haljini). Na prostorima s većinskim hinduističkim stanovništvom (Indija), kao i u nekim zemljama islamskog svijeta (u onima gdje se pleše trbušni ples, npr. Maldivi, Srednji i Bliski Istok) uobičajena je pojava trbušnog nakita u žena, posebice kod trbušnih plesačica, ali i kao dio narodne nošnje. S vremenom je u cijelom svijetu njegova upotreba raširena kao modni dodatak.